# Pancho Gonzales
Ricardo Alonso González ou Richard Gonzalez, (Los Angeles, 9 de maio de 1928 — Las Vegas, 3 de julho de 1995), mais conhecido por Pancho Gonzales ou Pancho Gonzalez, foi um tenista estadunidense, número um do mundo durante oito anos nas décadas de 50 e 60.

## Grand Slam finais

### Simples: 2 (2 títulos)
| Resultado | Ano  | Campeonato       | Piso  | Oponente      | Placar                    |
| --------- | ---- | ---------------- | ----- | ------------- | ------------------------- |
| Campeão   | 1948 | US Open          | Grama | Eric Sturgess | 6–2, 6–3, 14–12           |
| Campeão   | 1949 | US Championships | Grama | Ted Schroeder | 16–18, 2–6, 6–1, 6–2, 6–4 |